# Messier 41
Messier 41 (M41 ili NGC 2287) je otvoreni skup u zviježđu Velikom psu. Skup je otkrio Giovanni Battista Hodierna oko 1654. godine, ali postoje naznaka da je bio poznat Aristotelu još 325. godine prije Krista.

## Svojstva
M41 nalazi se gotovo točno 4° južnije od Siriusa. Sastoji se od približno 100 zvijezda od kojih su neke crveni (ili narančasti) divovi. Magnituda najsjajnije zvijezde je + 6,9, a spektralni razred K3. Ta zvijezda je 700 puta sjajnija od našeg Sunca.
Najtoplija zvijezda pripada u spektralni razred A0.
Prividni promjer skupa je 38', a udaljen je 2300 svjetlosnih godina. Stvarni promjer skupa je 25 svjetlosnih godina i pripada među veće otvorene skupove. Skup se od nas udaljava brzinom od 34 km/s. 
Starost skupa je procijenjena na između 190 i 240 milijuna godina.

## Amaterska promatranja
Prividni sjaj cijelog skupa je magnitude + 4,5 što znači da ga je u tamnim noćima moguće vidjeti golim okom. S naših zemljopisnih širina to će biti malo teža zadaća jer skup ima veliku južnu deklinaciju i nisko kulminira nad našim obzorom. Unatoč tome, skup je predivna meta kako za teleskop tako i za dalekozore. Manji dalekozori, 10x50, mogu u isto vidno polje smjestiti i sjajni Sirius i M41.

## Vanjske poveznice
- SEDS: NGC 2287